# هارولد بيكر (مخرج)
هارولد بيكر (بالإنجليزية: Harold Becker)‏ هو مخرج أمريكي، ولد في 25 سبتمبر 1928 في نيويورك في الولايات المتحدة.

## وصلات خارجية
- الموقع الرسمي
- هارولد بيكر على موقع IMDb (الإنجليزية)
- هارولد بيكر على موقع ألو سيني (الفرنسية)
- هارولد بيكر على موقع أول موفي (الإنجليزية)
- هارولد بيكر على موقع قاعدة بيانات الأفلام السويدية (السويدية)
- هارولد بيكر على موقع إن إن دي بي (الإنجليزية)
- هارولد بيكر على موقع قاعدة بيانات الفيلم (الإنجليزية)
- هارولد بيكر على موقع كينوبويسك (الروسية)